# 1585 en France
Chronologie de la France
- 1581
- 1582
- 1583
- 1584
- 1585
- 1586
- 1587
- 1588
- 1589

## Événements
- Formation du comité ligueur des Seize au couvent des Jacobins à Paris[1]. Popularité décroissante du roi à Paris.

- 1er janvier : un nouveau règlement de Cour est publié qui organise les différents services de la Maison du Roi[2].
- 16 janvier : l’accord constitutif de la « Sainte Ligue perpétuelle, offensive et défensive » est signé au château de Joinville entre les ducs de Guise et de Mayenne, ratifié par Philippe II[2]. Le cardinal de Bourbon, qui se considère comme l’héritier du trône quitte la cour.

- 28 février : Henri III reçoit l’ordre de la Jarretière d’une ambassade de la reine Élisabeth d’Angleterre[3].

- 19 mars : Marguerite de Valois quitte son mari à Nérac pour Agen où elle se rallie à la Ligue[4].
- 28 mars : déclaration du roi portant défenses de faire aucune levée de gents de guerre[3].
- 30 mars : publication du manifeste de Péronne signé par le cardinal de Bourbon[2] ; la Ligue catholique, formée sous le patronage des Guise, veut faire adopter la catholicité comme condition de légitimité. Les Guise, d’ascendance carolingienne, voient le moyen d’accéder au trône. En avril, les ligueurs prennent les armes. Début de la huitième guerre de Religion[2].

- 7 juillet : le roi de France Henri III est contraint de signer avec les Guise la paix de Nemours, qui annule toutes les mesures de tolérance à l’égard des Protestants, et prend la tête des armées catholiques. Navarre et Condé sont déclarés inaptes à la succession[2].
- 18 juillet : ratification de l’édit de Nemours[2].
- 30 juillet : réfugié à Libourne à cause de l’épidémie de peste, Michel de Montaigne refuse de participer aux élections à la mairie de Bordeaux[5].

- 9 septembre : bulle de Sixte Quint qui excommunie Henri de Bourbon-Navarre et Condé[2].
- 24 septembre : les Protestants s’emparent du château d’Angers[6].
- 25 septembre : la reine Marguerite de Valois est chassée de la ville d’Agen par ses habitants, alors que la place est investie par les troupes royales commandées par le maréchal de Matignon ; elle se réfugie à Carlat, près d’Aurillac[4].
- 21 octobre : Condé est repoussé devant Angers par le comte du Bouchage[2] qui reprend la forteresse[6].

## Naissances en 1585
- Richelieu (1585-1642)

## Décès en 1585
- 27 décembre : Pierre de Ronsard, au Prieuré de Saint-Cosme.